# Noceto
Noceto (emilián nyelven Nozèi) település Olaszországban, Emilia-Romagna régióban, Parma megyében. Lakosainak száma 13 203 fő (2023. január 1.). Noceto Collecchio, Fidenza, Fontanellato, Fontevivo, Medesano és Parma községekkel határos.

## Népesség
A település lakossága az elmúlt években az alábbi módon változott:

| 2017 | 12 919 |
| 2023 | 13 203 |